# C. J. Hunter
Cottrell James "C.J." Hunter III  (Washington D.C., 14 de dezembro de 1968 – Wake Forest, 28 de novembro de 2021) foi um atleta norte-americano campeão mundial e pan-americano do arremesso de peso.
Sua primeira vitória internacional foi nos Jogos Pan-Americanos de 1995 em Mar del Plata. Depois de uma participação sem medalhas nos Jogos de Atlanta 1996, conquistou a medalha de ouro no Campeonato Mundial de Atletismo de 1999, em Sevilha, Espanha; no Mundial anterior, Atenas 1997, tinha conquistado um bronze.
Em 2000, pouco antes dos Jogos de Sydney 2000, ele testou positivo para nandrolona, numa amostra retirada na Noruega, nos Bislett Games, sendo impedido de participar das Olimpíadas. Atuando como técnico em Sydney, ele foi expulso da Vila Olímpica e teve suas credenciais confiscadas.
C.J. Hunter se tornou mais conhecido por seu casamento com a velocista Marion Jones e o envolvimento dos dois no escândalo de doping conhecido como caso BALCO, no começo dos anos 2000. Ele e Jones se conheceram quando ela cursava a Universidade da Carolina do Norte e foram casados de 1998 a 2002, quando se divorciaram no rescaldo deste escândalo.
Ele morreu aos 52 anos, de causas não reveladas, na cidade onde vivia na Carolina do Norte.